# 吳允兒
吳允兒（韓語：오윤아，1980年11月21日—），韓國女演員。

## 演出作品

### 電視劇
- 2004年：SBS《走向暴風》
- 2004年：KBS《你會知道的》飾 吳惠蘭
- 2004年：KBS《老處女日記》飾 吳允兒
- 2005年：SBS《餅乾老師星星糖》飾 恩星
- 2005年：SBS《那女子》飾 吳世貞
- 2006年：SBS《戀愛時代》飾 金美妍
- 2006年：KBS《再見先生》飾 姜琇珍
- 2006年：OCN《有一天》飾 鄭慧英
- 2007年：SBS《外科醫生奉達熙》飾 趙文京
- 2008年：SBS《為什麼來我家》飾 張福姬
- 2008年：KBS《風之國》飾 慧業
- 2009年：MBC《老婆！給我飯》 飾 趙英美
- 2010年：KBS《學習之神》飾 張瑪莉
- 2010年：KBS《嫁給我吧》飾 金燕浩
- 2010年：SBS《雅典娜：戰爭女神》飾 吳淑卿
- 2011年：SBS《你睡著的時候》飾 高賢星
- 2012年：tvN《21世紀家族》飾 李琴杓
- 2012年：JTBC《無子無懮》飾 李英賢
- 2013年：SBS《錢的化身》飾 殷菲玲
- 2013年：JTBC《老大》飾 李智淑
- 2014年：SBS《你們被包圍了》飾 金思慶
- 2015年：MBC《憤怒的媽媽》飾 朱愛妍
- 2016年：KBS《Oh My 錦朏》飾 鄭珠英
- 2016年：JTBC《老婆這週要出牆》飾 陶賢宇的鄰居
- 2017年：SBS《師任堂，光的日記》飾 崔氏
- 2017年：SBS《姐姐風采依舊》飾 金恩秀
- 2018年：MBN《延南洞 539》飾演 尹伊娜 [4]
- 2018年：SBS《訓南正音》飾演 楊教練 [5]
- 2018年：MBC《與神的約定》飾演 禹娜慶
- 2020年：tvN《機智醫生生活》飾演 政源的二姐（客串）
- 2020年：KBS《結過一次了》飾演 宋佳熙
- 2022年：JTBC《飛起來吧蝴蝶》飾演 Michelle
- 2023年：Channel A《假面的女王》飾演 高宥娜

### 電影
- 2005年：《戀愛魔術師》
- 2006年：《老處女日記》（客串）
- 2019年：《鬼神的香氣（朝鲜语：귀신의 향기）》飾演 朴所長
- 2021年：《咒術屍戰》饰演 卞美營
- 待定：《错配》

### 綜藝節目
- 2017年11月24日－2018年1月19日：《天鵝俱樂部》固定主持[6]
- 2018年7月29日－2018年8月4日：《真正的男人300》固定主持[7]
- 2020年4月3日至今：《新品上市_便利餐廳》

## 外部連結
- 吳允兒的Instagram帳戶 
- 吳允兒在NAVER上的资料
- 吳允兒在韩国电影数据库（KMDb）上的資料（韓語）
- 吳允兒在互联网电影资料库（IMDb）上的資料（英文）